# Магона (Ровиго)
Магона је насеље у Италији у округу Ровиго, региону Венето.
Према процени из 2011. у насељу је живело 70 становника. Насеље се налази на надморској висини од 9 м.